# سپیده خسروجاه
سپیده خسروجاه (زادهٔ ۱۱ مرداد ماه ۱۳۳۹ در تهران) نمایشنامه‌نویس، کارگردان سینما و تاتر و بازیگر ایرانی مقیم آمریکا است.

## زندگی
سپیده خسروجاه در هفده سالگی به فرانسه و بعد از آن به آمریکا مهاجرت کرد. او دانش‌آموختهٔ کارشناسی ارشد در رشته کارگردانی سینما از دانشگاه ایالتی سان فرانسیسکو است.
سپیده از بنیانگزاران «گروه تئاتر داروگ» در شهر برکلی است و به عنوان نمایشنامه‌نویس، کارگردان، و بازیگر با این گروه همکاری داشته‌است.
از میان نمایشنامه‌های او می‌توان به «مرغ سحر»، «در سوگ کاظم اشتری»، «آغاز فصلی سرد» و «اگر بروید تنها می‌مانم» اشاره کرد.
از آثار انگلیسی خسروجاه می‌توان از نمایشنامه «It's not about Pomegranate» نام برد که در سال ۲۰۱۰ در شهر سان فرانسیسکو به روی صحنه رفت.

## فعالیت‌ها
سپیده خسروجاه به عنوان بازیگر در نمایش‌های گزارش ارداویراف، طرب‌نامه، و چهارراه به نویسندگی و کارگردانیِ بهرام بیضایی حضور داشته‌است. او همچنان به عنوان بازیگر در نمایشنامه‌های مانند «شب بخیر مادر» نوشته مارشا نورمن، «خرس و خواستگاری» نوشته آنتون چخوف، «خواب در فنجان خالی» نوشته نغمه ثمینی، به کارگردانی همسرش حمید احیاء حضور داشته‌است. 
فیلم کوتاه کیک لیمویی نخستین فیلم او در سال ۲۰۱۹ ساخته شده‌است.

## آثار

### کتاب‌ها
- مرغ سحر و دو نمایشنامه دیگر (انتشارات نیلا، ۱۳۸۶)[۲]
- روز قضاوت اودن فون هورفات «ترجمه‌» (نشر گره، ۱۴۰۳)

### نمایشنامه‌های اجراشده
- آغاز و آینه
- چه کسی به ما فرصت دوباره خواهد داد
- اگر بروید تنها می‌مانم
- مرد، چهار زنش و مادرش
- مرغ سحر
- آغاز فصلی سرد[۳]
- درسوگ کاظم اشتری

### فیلم کوتاه
- کیک لیمویی ۲۰۱۹